# Club Atlético Aeronáutico Sarmiento
El Club Atlético Aeronáutico Sarmiento (cuyo nombre legal es Club Atlético Aeronáutico Biblioteca y Mutual Sarmiento, o bien más conocido como Sarmiento de Leones) es una institución deportiva de la ciudad de Leones, departamento Marcos Juárez, Córdoba. Se fundó el 1° de octubre de 1906. Actualmente disputa en Torneo Regional Federal Amateur. 
También ha disputado la Copa Argentina. Es uno de los clubes afiliados a la Liga de Bell Ville de primera División y disputa partidos oficiales en esta liga.

## Historia
Pocos datos precisos se tienen sobre la fundación y denominación de este club, del cual se dice que fue fundado el 1° de octubre de 1906 , por un grupo de entusiastas que decidieron crear un espacio donde fomentar la práctica deportiva del fútbol, deporte de incipiente desarrollo en el país de esos años. Sobre los colores elegidos, se dice que los mismos fueron producto de la casualidad, ya que el bajo stock en la producción de telas, obligó a estos muchachos a adquirir casacas confeccionadas a partir de telas dispuestas en bastones de color blanco y negro, dando origen al uniforme que caracteriza a la institución hasta estos días.
Un hito en la historia de esta institución, fue la disputa del Campeonato de Fútbol Copa Amistad, un torneo que aglutinó a clubes de las provincias de Córdoba y Santa Fe, cuya final se disputó el 4 de abril de 1965 y a la cual llegó el Club Sarmiento, enfrentando al Club Arteaga de la Provincia de Santa Fe. El resultado fue victoria para el conjunto de Leones, quienes como premio principal se adjudicaron un trofeo de 2 metros de altura y casi 40 kilogramos de peso, que en su momento fue catalogado como "El trofeo más grande del mundo". En la actualidad, dicho trofeo se exhibe en el hall de entrada del Club Sarmiento.
Con el paso de los años, Sarmiento de Leones (como se lo suele referenciar, para distinguirlo de otros clubes Sarmiento del país) supo tener múltiples participaciones a nivel nacional, disputando principalmente categorías de ascenso correspondientes a la cuarta y quinta división para equipos indirectamente afiliados a la Asociación del Fútbol Argentino. Al mismo tiempo, sus buenas actuaciones en el desaparecido Torneo Argentino B lo hicieron ser partícipe de varias ediciones de la Copa Argentina, con resultados dispares.

## Palmarés
| Torneos Provinciales                                    | Torneos Provinciales | Torneos Provinciales |
| Competición                                             | Títulos | Subcampeonatos       |
| ------------------------------------------------------- | --- | -------------------- |
| Provincial (1/0)                                        | 1987. |                      |
| Torneos Regionales                                      | |                      |
| Competición                                             | Títulos | Subcampeonatos       |
| Primera División de la Liga Bellvillense de Fútbol (15) | 1979, Ap. 1981, Cl. 1981, Cl. 1982, Ap. 1995, Ap. 1997, Cl. 2008, Cl. 2010, Ap. 2012, Cl. 2013, Cl. 2014, Ap. 2016, Ap. 2018, Cl. 2018, Ap. 2022. |                      |
| Segunda División de la Liga Bellvillense de Fútbol (1)  | Ap. 2004. |                      |
| Liga Independiente de Marcos Juárez (5)                 | 1924, 1925, 1926, 1955, 1958. |                      |
| Liga Cañadense de Fútbol (1)                            | 1958. |                      |
| Liga Marcosjuarense de fútbol (6)                       | 1939, 1940, 1941, 1964, 1965, 1966. |                      |
| Liga Regional del Sur (1)                               | 1988. |                      |

### Otros logros
- Torneo Amistad, 1 título: 1965.[10]

## Clásico de Leones
Su clásico rival es el Club Deportivo, Atlético, Social y Biblioteca Leones (también llamado Atlético Leones), con el cual animan el Clasico de Leones. Al año 2022, disputaron 108 partidos, contándose 50 triunfos de Sarmiento, 25 de Atlético y 33 empates.